# Airspeed AS.57 Ambassador
Airspeed AS.57 Ambassador — двухмоторный ближнемагистральный самолёт, способный перевозить до 49 пассажиров.

## История
Комитет лорда Брабазона, созданный во время Второй мировой войны, отвечал за разработку стратегии послевоенного развития британской гражданской авиации. В отчёте комитета, сделанном в начале 1943 года, рекомендовалось спроектировать и построить двухмоторный ближнемагистральный самолёт, способный заменить Douglas DC-3 и перевозить до 30 пассажиров. Во время проектирования нового самолета конструкторы пришли к мнению, что для послевоенных авиалиний потребуется самолет большей вместимости до 50 пассажиров. Был увеличен взлетный вес до 20 412 кг, скорость до 386 км/ч и потолок до 6100 м. В результате появился авиалайнер, к разработке которого команда, руководимая Артуром Хэггом, приступила ещё во время войны. Пока Великобритания участвовала во Второй Мировой войне, самолет существовал лишь в чертежах.
В середине 1946 года в экспериментальном цехе завода фирмы Airspeed в Christchurch началась сборка первого прототипа, получившего название Ambassador. Первый прототип AS.57, без герметичной кабины, поднялся в воздух 10 июля 1947 года, но только через год был получен первый и единственный заказ от государственной авиакомпании «British European Airlines» (BEA) на 20 машин.
В августе 1948 года начались летные испытания второго прототипа, с полностью оборудованной герметичной пассажирской кабиной и измененной конструкцией крыла. При испытаниях первых двух прототипов были выявлены недостатки, которые требовалось устранить. Это потребовало строительство третьего прототипа, в котором были проведены все необходимые доработки.
Наряду с заводскими испытаниями третий прототип проходил тропические испытания в Судане.
Еще в процессе испытаний, на заводе фирмы Airspeed, началось серийное производство самолета. Экипаж фирмы совместно с экипажем авиакомпании провел испытания первого серийного самолета на маршрутах авиакомпании, проверяя его эксплуатационные характеристики. За это время они налетали 52 часа 30 минут, находясь в воздухе по 10 часов в день.

## Конструкция
Airspeed AS.57 Ambassador - цельнометаллический свободнонесущий трехкилевой высокоплан классической схемы с герметичным фюзеляжем, двумя поршневыми двигателями и убирающимся шасси, предназначенный для малой и средней дальности.
Фюзеляж -  полумонокок округлой формы с максимальным диаметром в средней части. В поперечном сечении фюзеляж представлял собой две пересекающиеся окружности разных диаметров (нижняя больше верхней). Длина фюзеляжа 25 м, максимальная ширина 3,48 м.
Фюзеляж был разделен на несколько функциональных зон. В носовой конической части размещался багажный отсек. Носовая часть от герметичной части фюзеляжа была отделена передним гермошпангоутом. За гермошпангоутом располагалась двухместная пилотская кабина, за ней кабина бортрадиста-штурмана и бортинженера. Далее передняя кухня и багажный отсек для мелких грузов.
Пассажирский салон (длина 10 м, ширина 3,2 м, высота 2м) занимал большую часть фюзеляжа. Стандартный салон был рассчитан на 47 мест, существовали варианты на 49 и 60 мест. В передней и средней частях пассажирского салона было установлено по пять кресел в ряду - три по левому борту и два по правому, с проходом посередине. В задней, сужающейся, части салона по четыре кресла в ряду.
В конце пассажирского салона располагался туалет. За пассажирским салоном была установлена перегородка, за перегородкой два туалета и задний грузовой отсек. В задней части пассажирского салона, по левому борту, находилась входная дверь. Пассажирская кабина заканчивалась задним гермошпангоутом. Иллюминаторы имели эллиптическую форму, часть из них по обоим бортам были совмещены с аварийными выходами.
Крыло - свободнонесущее, цельнометаллическое, двухлонжеронное трапециевидное в плане. Крыло конструктивно состоит из трех частей - центроплан и две отъёмные части крыла. Центроплан закреплен на верхней части фюзеляжа, консоли крепятся к центроплану болтами. Механизация крыла - элероны, с металлическим каркасом и полотняной обшивкой, и закрылки с максимальным отклонением на 48 градусов
Хвостовое оперение - цельнометаллическое, трехкилевое. Все три киля взаимозаменяемы. Стабилизатор и кили двухлонжеронные. Рули высоты и направления снабжены триммерами.
Шасси - трехопорное. На каждой опоре установлено по два колеса. Передняя опора поворотная. Колеса основных опор снабжены дисковыми тормозами. Амортизация воздушно-масляная. Основные опоры, в полете, убираются назад по полету в гондолы шасси. Передняя опора убирает в нишу в передней части фюзеляжа. Управление опорами при помощи гидравлической системы. В хвостовой части фюзеляжа установлено предохранительное неубираемое закапотированное колесо.
Силовая установка - два поршневых 18-цилиндровых двухрядных звездообразных карбюраторных двигателя воздушного охлаждения Brisrtol Centraurus 661, мощностью 2700 л.с. каждый. Двигатели монтировались в аэродинамических мотогондолах, закрепленных на центроплане.
Воздушные винты четырехлопастные, реверсионные с постоянной скоростью. Диаметр винтов 4,88 м.
Топливные баки находились в консолях крыла, в каждом по 2273 литра. Дополнительно в центроплане могли размещаться два мягких бака емкостью по 164 литра. Масляные баки емкостью по 127 литров располагались в мотогондолах.

## Эксплуатация
Государственная авиакомпания British European Airlines (BEA) была единственным заказчиком всех 20-ти самолетов Ambassador. Каждый из заказанных экземпляров, при регистрации имел собственное наименование.  Весь флот самолетов BEA Ambassador получил обозначение " Elizabetian" по имени головного экземпляра. 
Из-за технических проблем авиакомпания BEA могла начать коммерческую эксплуатацию AS.57 только 13 марта 1952 года по маршруту Лондон - Париж. Этот маршрут отличался повышенным уровнем обслуживания. Число мест было сокращено до 40 и в полете пассажирам подавался горячий обед и шампанское.  За первые три недели регулярных рейсов шесть самолетов Ambassador перевезли 3430 пассажиров, налетав полтора миллиона пассажирокилометров.
Эти с самолеты эксплуатировались довольно интенсивно. Налет каждого самолета составлял не менее 2000 часов в год. Это был самый высокий показатель среди авиалайнеров в авиакомпании ВЕА.  К 1958 году авиакомпания ВЕА  сняла самолеты Ambassador с маршрутов. Последний рейс состоялся 30 июля 1958 года по маршруту Кёльн - Лондон. 
Время было потеряно, появились более совершенные турбовинтовые лайнеры типа Vickers Viscount, и дальнейших заказов на Ambassador не последовало. Несмотря на это, BEA использовала AS.57 как лайнеры класса «люкс», и они безотказно прослужили 6 лет. За шесть лет эксплуатации в ВЕА эти самолеты выполнили 90 000 рейсов, перевезли около 2,5 миллионов пассажиров и налетали 1,6 миллиарда пассажирокилометров.
В дальнейшем самолёты эксплуатировались частными авиакомпаниями BKS British Air Transport  (4 самолета), Butler Air Transport (Австралия) (2 самолета). Позже появились другие эксплуатанты списанных самолетов  это английские Dan Air,  Overseas Aviation и Skyways Coach Air, а также швейцарская Globe Air.
Второй прототип более 20 лет использовался для испытаний турбовинтовых двигателей Bristol Proteus 705, Rolls-Royce Tyne и Rolls-Royce Dart. На третьем прототипе испытывали турбовинтовой двигатель Napier Eland, а позже его переделали в обычный пассажирский авиалайнер и продали авиакомпании Dan Air. Всего фирма Airspeed построила 23 самолёта AS.57.

## Модификации

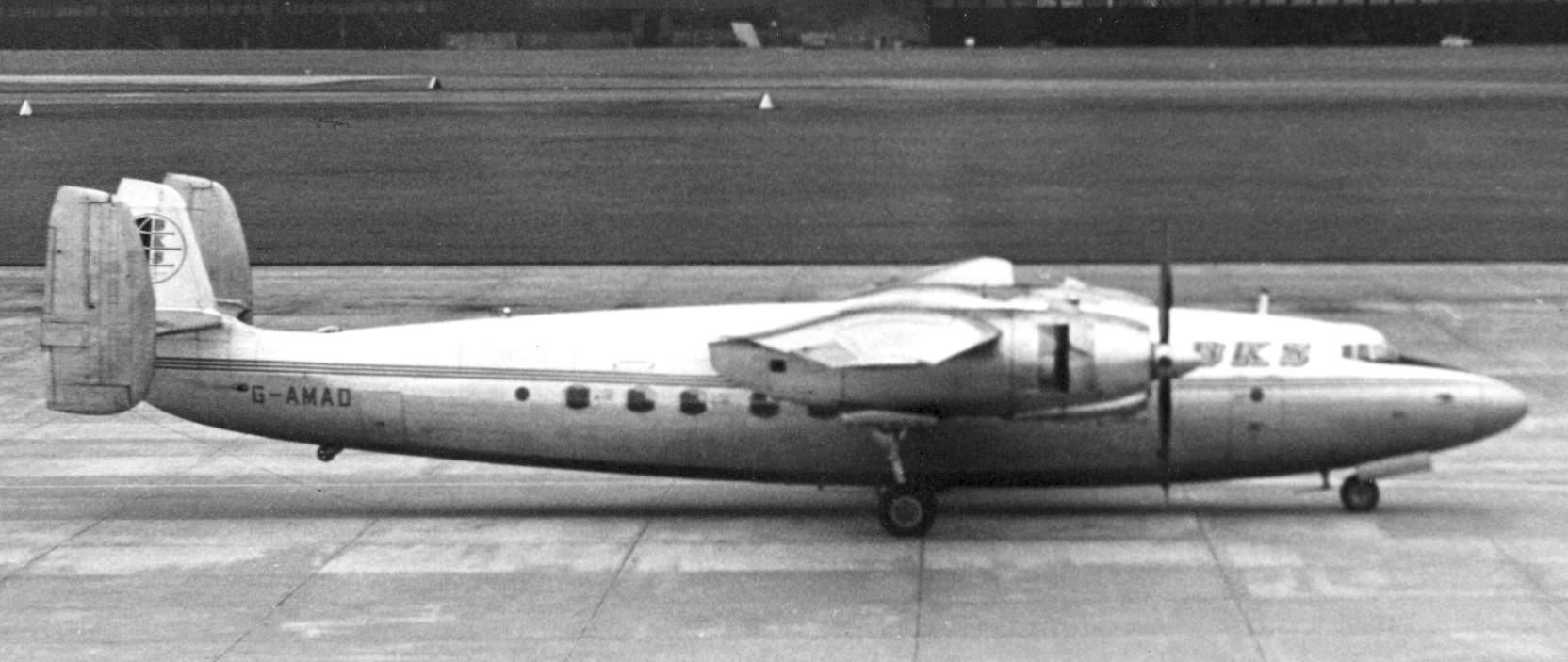
Ambassador G-AMAD компании BKS Air Transport, 1965 год.

AS.57 Ambassador 1
прототип с двигателями Bristol Centaurus 130, построено 2, в т.ч. G-AGUA (с/н 61) и G-AKRD (с/н 62),.
AS.57 Ambassador 2
серийная модификация. Двигатели Bristol Centaurus 661, построено 21, включая серийный прототип.. Предпоследний G-AMAG (c/n 5229) ‘Sir Thomas Gresham’

### Проекты
AS.59 Ambassador II
Проект двухмоторных самолётов с двигателями Bristol Proteus либо Bristol Theseus, либо четырёхмоторных с Napier Naiad или Rolls-Royce Darts. Начиная с первых прототипов, конструкция крыла было рассчитана под использование четырёх турбовинтовых Napier Naiad, но в итоге четырёхмоторный вариант не был запущен.
AS.60 Ayrshire C.1
Проект военно-транспортного самолёта с грузовой рампой в хвостовой части фюзеляжа по Спецификации C.13/45. 10 самолётов были заказаны в октябре 1946 года, но не строились после того, как оказалось, что расчётные параметры не соответствуют спецификации.
AS.64
Проект транспортного самолёта для Королевских ВВС в соответствии со спецификацией Министерства авиации C.26/43, не строился.
AS.66
Проект гражданского грузового самолёта.
AS.67
Проект гражданского грузового самолёта.

## Лётно-технические характеристики
Источник данных: Taylor H. A., 1991.

Технические характеристики
- Экипаж: 3 человека
- Пассажировместимость: до 49 пассажиров
- Грузоподъёмность: 5285 кг
- Длина: 24,69 м
- Размах крыла: 35,05 м
- Высота: 5,57 м
- Площадь крыла: 111,48 м²
- Коэффициент удлинения крыла: 11
- Средняя хорда: 3,18 м
- База шасси: 7,4 м
- Колея шасси: 8,38 м
- Масса пустого: 16 047 кг
- Максимальная взлётная масса: 23 814 кг
- Максимальная посадочная масса: 22 680 кг
- Масса полезной нагрузки: 7310 кг
- Силовая установка: 2 × двухрядные, воздушного охлаждения Bristol Centaurus 661
- Мощность двигателей: 2 × 2700 л. с. (2 × 1986 кВт)

Лётные характеристики
- Максимальная скорость: 483 км/ч на высоте 6096 м
- Крейсерская скорость: 354 км/ч
- Практическая дальность: 1448 км (с максимальной коммерческой нагрузкой)
- Перегоночная дальность: 3138 км (с полным запасом топлива, 3583 кг груза)
- Скороподъёмность: 7,72 м/с (при максимальной взлётной массе, на высоте 1524 м)
- Нагрузка на крыло: 211,5 кг/м² (при максимальной взлётной массе)
- Тяговооружённость: 163 Вт/кг
- Длина разбега: 997 м (при максимальной взлётной массе)
- Длина пробега: 782 м (при максимальной посадочной массе)

## Эксплуатанты

### Гражданские
Великобритания

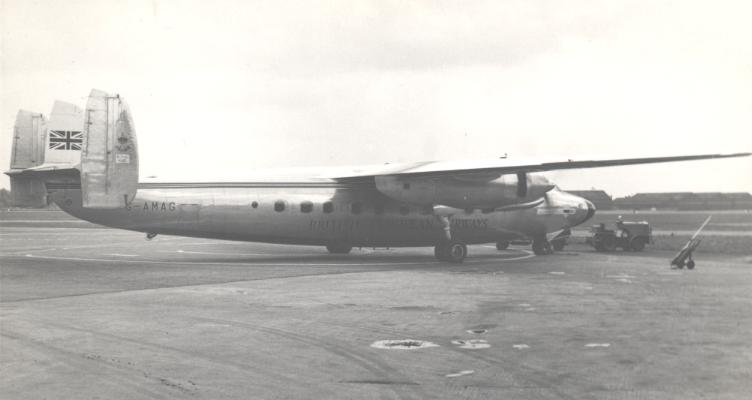
Самолёт компании BEA G-AMAG "Sir Thomas Gresham" в аэропорту Манчестера "Рингвэй" перед вылетом в Хитроу, июль 1953 года

- Autair International Airways – 3 самолёта
- BKS Air Transport – 3 самолёта [8]
- British European Airways – 20 самолётов
- Dan-Air – 7 самолётов
- Decca Navigator Company – 1 самолёт
- Napier
- Rolls-Royce
- Shell Aviation Limited – 2 самолёта [8]

 Австралия
- Butler Air Transport – 3 самолёта[8]

 Новая Зеландия
- South Seas Airways – 1 самолёт куплен, однако, поскольку не удалось получить лицензию оператора, в итоге он не был поставлен.

 Норвегия
- Norrønafly – предполагалась эксплуатация двух самолётов, фактически не проводилась.

 Швейцария
- Globe Air – 3 самолёта[8]

### Военные
Иордания
- Королевские ВВС Иордании: 3 самолёта, ранее принадлежавших компании BEA, первый получен в 1959 году.[8]

 Марокко
- транспорт короля Марокко

## Аварии и катастрофы
По данным сайта Aviation Safety Network, по состоянию на 31 января 2020 года в общей сложности в результате катастроф и серьёзных аварий были потеряны 7 самолётов Airspeed AS.57 Ambassador, при этом погибли 29 человек. Попыток угона не было. 
| Дата       | Бортовой номер  | Место катастрофы | Жертвы | Краткое описание |
| ---------- | --------------- | ---------------- | ------ | --- |
| 08.04.1955 | G-AMAB          | Дюссельдорф      | 0/53   | Потерпел аварию во время взлёта из-за технической неисправности и погодных условий.                                                                                                 |
| 06.02.1958 | G-ALZU с/н 5217 | Мюнхен           | 23/44  | Разбился после третьей попытки взлёта из-за скопления талого снега на ВПП (по официальной версии). На борту находился английский ФК «Манчестер Юнайтед».                            |
| 14.04.1966 | G-ALZX          | Тиле             | 0/59   | Выкатился за пределы мокрой взлётной полосы. |
| 14.09.1967 | G-ALZS          | Лондон           | 0/69   | Выкатился за пределы взлётной полосы. |
| 03.07.1967 | G-AMAD          | Лондон           | 6/8    | Грузовой рейс (перевозил лошадей). Во время посадки коснулся крылом земли, врезался в стоящий пустой HS-121 Trident и рухнул на здание аэровокзала из-за технической неисправности. |
| 30.09.1968 | G-AMAG          | Кент             | 0/2    | Тренировочный полёт. Приземлился с невышедшей из-за технической неисправности правой стойкой шасси.                                                                                 |
| 26.07.1969 | G-ALZR          | Лондон           | 0/8    | При посадке надломилась носовая стойка шасси. |